# Киргизка автономна социалистическа съветска република
Киргизката автономна социалистическа съветска република е автономна република в състава на Съветския съюз, в рамките на Руската съветска федеративна социалистическа република.
Републиката съществува от 1926 до 1936 г., когато приема името Киргизка съветска социалистическа република.
След национално-държавно обособяване на съветските републики в Средна Азия на 14 октомври 1924 е образувана Киргизка автономна област (до 25 май 1925 само Кара-Киргизка) в състава на РСФСР.